# Красные крылья
«Красные крылья» — российский баскетбольный клуб из города Самара. Команда основана в 2009 году. В 2015 году клуб был ликвидирован.

## История
Молодёжная баскетбольная команда «Красные крылья» создана при Спортивной школе олимпийского резерва № 2 городского округа Тольятти в 2003 году. Профессиональная команда создана в 2009 году, переехала в Самару и сразу допущена к чемпионату России и еврокубкам, минуя отбор, как правопреемник самарского клуба ЦСК ВВС-Самара, объявившего себя банкротом, но юридически не являющегося правопреемником.

### Сезон 2009/10
В дебютном для себя сезоне 2009/2010 «Красные крылья» заняли седьмое место в чемпионате Суперлиги А и восьмое по итогам плей-офф. Но главным достижением 2010 года, безусловно, стал выход в финал Кубка вызова ФИБА. Стоит отметить, что в сезоне 2009/2010 «Красные крылья» оказались единственной российской командой, добравшейся до решающей стадии континентального клубного турнира.

### Сезон 2010/11
Перед началом сезона финансовое состояние клуба было серьёзно улучшено. Это побудило руководство практически полностью сменить состав команды, пригласив ряд известных баскетболистов. В связи с этим эксперты отдавали перед началом сезона самарцам пятое-шестое место чемпионата. Однако начало сезона «Крыльям» не удалось: победы чередовались с поражениями. После вылета из Еврокубка был уволен тренер Михаил Михайлов. Его сменил Станислав Ерёмин, что, однако, только ухудшило ситуацию. Команде всё-таки удалось провести два удачных отрезка в чемпионате: в середине февраля «Крылья» одержали четыре победы в пяти матчах, что позволило им покинуть низ турнирной таблицы, добравшись до шестого места. Второй всплеск пришёлся на конец регулярного турнира, когда самарцы опять опустились к зоне вылета из плей-офф. «Красные крылья» одержали на финише три уверенные победы над прямыми конкурентами и квалифицировались в плей-офф. Однако в нём, самарский клуб проиграл все серии, хотя неизменно одерживал победу на домашней площадке. В итоге — восьмое место. Причинами такой неудачи специалисты назвали плохую игру команды в обороне. «крылья» имели сильных атакующих игроков, которые, однако, не справлялись сзади. При этом атакующий потенциал команды также не был реализован из-за недостатка хорошего разыгрывающего. Одним из главных разочарований сезона стала игра Джеральда Грина, который зачастую игнорировал тренерские установки и партнёров на площадке, так что к концу сезона имел напряжённые отношения с Ерёминым.

### Сезон 2011/12

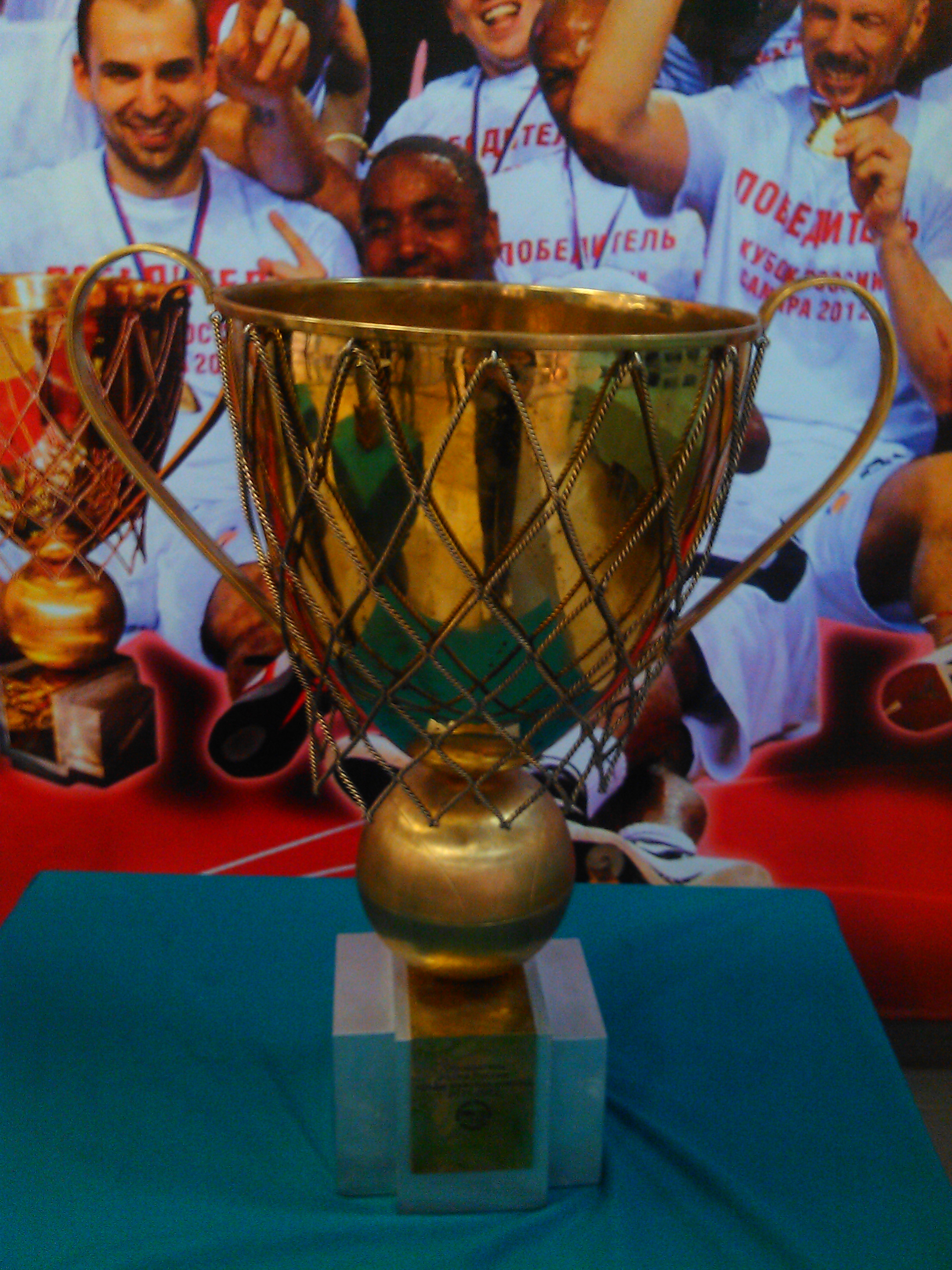
Кубок России 2011/2012 в МТЛ-Арене

По окончании предыдущего сезона клуб не стал продлевать контракт со Станиславом Ерёминым. На его место был нанят Сергей Базаревич. В межсезонье команда приобрела из «Бешикташа» центрового сборной России Фёдора Лихолитова, а также защитников Евгения Колесникова из питерского «Спартака», Алексея Суровцева из «Локомотива-Кубань», Артура Уразманова из «Динамо» (Москва), а также форвардов Джо Александера и Джарвиса Хэйеса. 9 ноября 2011 года подписал контракт на время локаута в НБА Деджуан Блэр. Команду покинул Виктор Зварыкин.
Сезон 2011/2012 — особенный для самарской команды. «Красные крылья», преодолев барьер квалификации, впервые приняли участие в чемпионате Единой лиги ВТБ. Выступление волжан в столь серьёзном баскетбольном сообществе было достойным: команде удалось одержать ряд громких побед, в том числе и над чемпионом Единой лиги ВТБ предыдущего сезона — подмосковными «Химками».
Весной 2012 года «Красные крылья» стали первой за всю историю куйбышевского и самарского баскетбола мужской командой, пробившейся в четвёрку лучших в Кубке страны. Право проведения «Финала четырёх» было предоставлено Самаре. Блестяще сыграв в нём, 12 мая 2012 года «Красные крылья» завоевали свой первый трофей — Кубок России. Этот титул вновь даёт самарской команде право представлять Россию на европейской арене.

### Сезон 2012/13

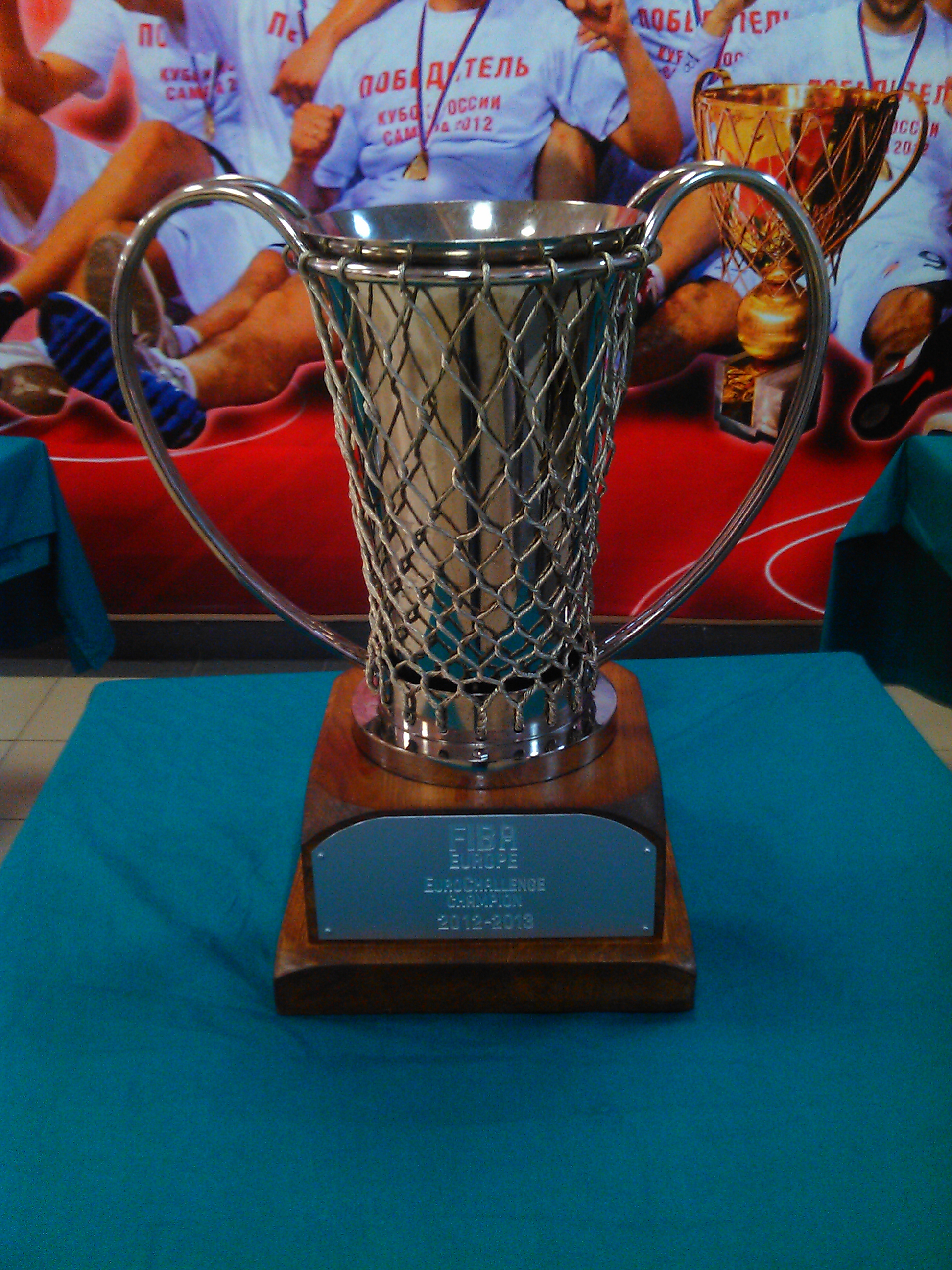
Кубок вызова ФИБА 2012/2013 в МТЛ-Арене

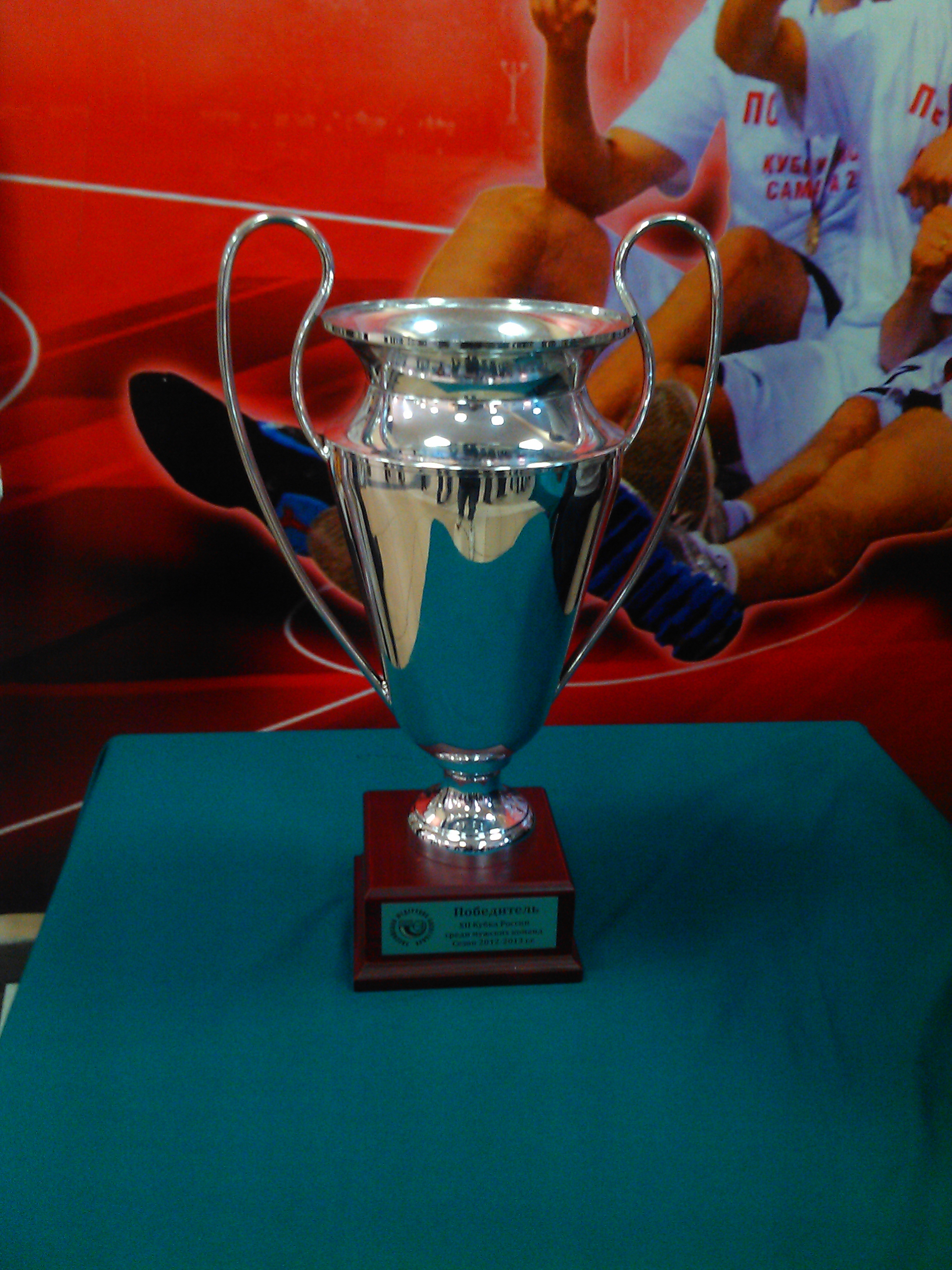
Кубок России 2012/2013 в МТЛ-Арене

17 апреля 2013 года «Красные крылья» повторили успех годичной давности, одержав победу в Кубке России, «Финал четырёх» которого проходил во Владивостоке. В решающей битве за трофей был обыгран петербургский «Спартака» — 86:80.
По-настоящему исторической датой стало для «Красных крыльев» и 28 апреля 2013 года. В этот день волжане играли в «Финале четырёх» европейского Кубка вызова — и со второй попытки сумели выиграть почётный трофей! В заключительной игре, проходившей в Измире, «Крылья» встречались с турецкой «Каршиякой». Уступая по ходу третьей четверти 17 очков, самарская команда сумела проявить фантастические волевые качества и вырвала победу в концовке — 77:76.

### Сезон 2013/14
По ходу этого сезона тренерскому штабу «Красных крыльев» пришлось проявить максимум профессионализма в непростой кадровой ситуации. Из-за травм и ряда других обстоятельств создавать команду Сергею Базаревичу пришлось фактически дважды за несколько месяцев. И обе попытки оказались успешными! В первом варианте состава блистали эффектной игрой Джулиан Райт, Антон Понкрашов, Брейси Райт. После их отъезда на ключевые роли вышли Михал Игнерски, Филип Виденов, Ларри О’Бэннон и Алексей Печеров. Функция сохранения преемственности в игре была возложена на Аарона Майлза, Антона Пушкова, Деметриса Николса и Артема Забелина. Несмотря на все объективные трудности, «Красные крылья» показали достаточно высокий результат. И в Единой лиге ВТБ, и в Кубке вызова ФИБА команда добралась до четвертьфинала.
4 мая 2014 года Аарон Майлз в матче против «Енисея» впервые в истории «Красных крыльев» оформил трипл-дабл набрав 13 очков, и совершив 15 подборов и 12 передач.

### Сезон 2014/15
14 октября 2014 года Кервин Бристол в матче против «Цмоки-Минск» установил новый клубный рекорд по числу блок-шотов за игру. В матче против минской команды он шесть раз удачно накрыл броски соперника. До этого рекордный показатель был у Юрия Васильева.
В июне 2015 года стало известно, что «Красные крылья» не примут участие в чемпионате Единой лиги ВТБ в сезоне 2015/2016. Об этом руководство клуба официально уведомило Лигу, указав причину своего решения: в связи с несоответствием критериям отбора клубов-участников, пункт 6.2.1 Регламента соревнования («Наличие спортивной арены, вмещающей не менее 3000 зрителей»).
Вместе с тем руководство «Красных крыльев» сообщило, что после проведения реконструкции Дворца спорта в Самаре и соответствия всем требованиям регламента, клуб подаст заявку для участия в чемпионате Единой Лиги ВТБ.
В 2015 году «Красные крылья» были ликвидированы.

## Достижения
Кубок вызова ФИБА
- Обладатель: 2012/2013
- Финалист: 2009/2010

Кубок России
- Обладатель (2): 2011/2012, 2012/2013

## Сезон за сезоном
| Сезон   | Лига    | Лига            | Лига  | Кубок      | Еврокубки         | Еврокубки  |
| Сезон   | Уровень | Название        | Место | Кубок      | Название          | Место      |
| ------- | ------- | --------------- | ----- | ---------- | ----------------- | ---------- |
| 2009/10 | 1       | Суперлига       | 8 (¼) | ¼          | Кубок вызова ФИБА | 2          |
| 2010/11 | 1       | Суперлига       | 7 (¼) | ¼          | Кубок Европы      | 2ОТ        |
| 2011/12 | 1       | Суперлига       | 8 (8) | Победитель | —                 | —          |
| 2011/12 | 1       | Единая лига ВТБ | 6     | Победитель | —                 | —          |
| 2012/13 | 1       | Суперлига       | 7     | Победитель | Кубок вызова ФИБА | Победитель |
| 2012/13 | 1       | Единая лига ВТБ | 3 (¼) | Победитель | Кубок вызова ФИБА | Победитель |
| 2013/14 | 1       | Единая лига ВТБ | 4 (¼) | 1ОТ        | Кубок вызова ФИБА | ¼          |
| 2014/15 | 1       | Единая лига ВТБ | 16    | 3 место    | —                 | —          |

## Игроки, выступавшие вНБА
- Блэр, Деджуан (2010)
- Грин, Джеральд (2010/2011)
- Раш, Брион (2010—2012)
- Симмонс, Честер (2012/2013)